# Margot Wikström
Margot Margareta Wikström, född Berggren den 28 februari 1936 i Skellefteå, död den 4 september 2010 i Umeå, var en svensk politiker (socialdemokrat).

## Biografi
Wikström avlade socionomexamen vid Socialhögskolan i Umeå den 9 juni 1972. Hon var under några år därefter anställd inom Umeå kommun som socialassistent, och har även vikarierat bland annat som barnavårdsassistent vid Västerbottens läns landsting.
Margot Wikström var under lång tid politiskt aktiv i Umeå kommun och utsågs 1986 till kommunstyrelsens ordförande i Umeå, som första kvinna i länet på en sådan post. Från 1 januari 1980–19 september 1995 var hon heltidsarvoderat kommunalråd vid Umeå kommun, åren 1986–1991, samt 1995, i egenskap av kommunstyrelsens ordförande.
Wikströms politiska bana i började 1969 med posten som suppleant i Stiftelsen Umegården. Från 1971 till 2002 var hon ledamot i Umeå kommunfullmäktige. Åren 1971–1998 var hon verksam i kommunstyrelsen (suppleant 1971–1973, ledamot 1974–-1979, 2:e vice ordförande 1980–1985, ordförande 1986–1991, 1:e vice ordförande 1992–1994, ordförande 1995, ledamot 1996–1998). Wikström ingick åren 1971–1995 i kommunstyrelsens arbetsutskott (suppleant 1971–1976, ledamot 1977–1985, ordförande 1986–1991, vice ordförande 1992–1994, ordförande 1995). Dessutom var hon åren 1980–1981 ordförande i Stiftelsen Umeå studentbostäder, åren 1980–1982 ordförande i Stiftelsen Bostaden, och åren 1983–1985 ordförande i byggnadsnämnden.
På riksplanet var Margot Wikström åren 1990–2001 ledamot av socialdemokraternas partistyrelse. Från 1978 var hon ledamot av Svenska Kommunförbundets styrelse, och åren 1995–1999 dess ordförande.
Av många politiska insatser i Umeå märks hennes motstånd mot byggandet av Kyrkbron i början av 1970-talet, och långt senare valet att bygga Kolbäcksbron som en pylonbro. Wikström var också den som först (1991) väckte förslaget att utveckla Staden mellan broarna, det område längs Umeälven i centrala Umeå som ursprungligen var Umeå hamn och därefter under många år tjänade som bilparkering, men som nu en bit in på 2000-talet håller på att ta form, med nya parkområden, bryggor och matställen i älvsnära lägen.
Margot Wikström var gift med Karl Henry Wikström (1933–1993). De är begravda på Norra kyrkogården på Sandbacka i Umeå.